# Farmakonomforeningen
Farmakonomforeningen (engelsk: Danish Association of Pharmaconomists) er navnet på den faglige forening, der varetager farmakonomernes og farmakonomelevernes interesser i Danmark (inklusive Færøerne og Grønland).
Foreningens motto er: "Rette pille i rette mund". Farmakonomforeningens formand har siden november 2020 været Ann-Mari Grønbæk. Foreningen har til huse på Ramsingsvej 30 i Valby.

## Farmakonomforeningens medlemmer
Pr. 1. januar 2020 udgør medlemstallet 5.247, som er fordelt på følgende områder:
- 2536 er privatansat på apoteker, apoteksfilialer, -udsalg og -enheder samt i Danmarks Apotekerforening og Farmakonomforeningen.
- 389 er privatansat i medicinal-, biotek-, fødevare- og kemikalieindustrien, på Pharmakon, i lægepraksis og i andre private virksomheder.
- 814 er offentligt ansatte på sygehuse, sygehusapoteker, universiteter, Statens Serum Institut, i Lægemiddelstyrelsen, Sundhedsstyrelsen, Sundhedsministeriet, på offentlige laboratorier og i andre kommunale, regionale og statslige instanser.
- 61 er ansat på Færøerne
- 488 er farmakonomelever.
- 959 er passive medlemmer, det vil sige enten ledige, på orlov eller pensionister.

## Farmakonomforeningens hovedbestyrelse og sekretariat
Farmakonomforeningens hovedbestyrelse tæller i alt 9 medlemmer. Ann-Mari Grønbæk er formand.
Sekretariatet beskæftiger til dagligt ca. 18 medarbejdere. Nicolai Robinson er direktør.

## Farmakonomforeningens samarbejdspartnere
Farmakonomforeningen er medlem af følgende organisationer: 
- Sundhedskartellet
- FH
- Statstjenestemændenes Centralorganisation II (COII)
- Dansk Selskab for Patientsikkerhed
- Sundhedskartellet i Grønland (PKK)

## Eksterne kilder, links og henvisninger
- Farmakonomforeningens hjemmeside Arkiveret 12. december 2020 hos  Wayback Machine
- Dansk Mediaforsynings information om Farmakonomforeningens fagblad Farmakonomen Arkiveret 10. januar 2008 hos  Wayback Machine

55°40′43.61″N 12°34′1.09″Ø / 55.6787806°N 12.5669694°Ø